# Ћоркан и Швабица (филм)
„Ћоркан и Швабица” је југословенски ТВ филм из 1980. године. Режирао га је Урош Ковачевић који је написао и сценарио на основу истоимене приповетке Иве Андрића.

## Улоге
| Глумац                  | Улога   |
| ----------------------- | ------- |
| Изет Хајдархоџић        | Ћоркан  |
| Владислава Милосављевић | Швабица |
| Мирко Аџаип             |         |
| Русмир Агачевић         |         |
| Сафет Башагић           |         |
| Миодраг Брезо           |         |
| Салих Гегић             |         |
| Томислав Гелић          |         |
| Берислав Крамер         |         |
| Нермин Месиновић        |         |
| Ђорђе Пура              |         |
| Михајло Мрваљевић       |         |

Остале улоге  ▼
| Глумац              | Улога |
| ------------------- | ----- |
| Аднан Палангић      |       |
| Бранко Петковић     |       |
| Миомир Радевић Пиги |       |
| Хранислав Рашић     |       |
| Васја Станковић     |       |
| Мирза Тановић       |       |
| Ливив Тунарив       |       |
| Миленко Видовић     |       |